# No New York
No New York é uma coletânea lançado em 1978 pela Antilles Records sob a curadoria do produtor Brian Eno. Embora ela só contenha músicas de quatro artistas diferentes (The Contortions, Teenage Jesus And The Jerks, Mars, DNA) é considerado por muitos como o álbum definitivo e única documentação (atrasada) do movimento No Wave da década de 1970 em Nova Iorque.
O álbum tornou-se conhecido nos círculos do rock underground, na verdade quase um ícone popular, um álbum independente foi lançado em 1979 intitulado Yes L.A., com as bandas X, The Bags, Eyes, The Alley Cats, Germs e Black Randy. Em 2003, a Criminal IQ Records, juntamente com a Protomersh Records de Brian Costello lançou um CD que prestou um homenagem ao espírito documentárista dos dois álbuns intitulada Maybe Chicago?.

## Faixas
| N.º | Título                 | Compositor(es)                | Duração |  |
| 1.  | "Dish It Out"          | James Chance                  | 3:17    |  |
| 2.  | "Flip Your Face"       | Chance                        | 3:13    |  |
| 3.  | "Jaded"                | Chance                        | 3:49    |  |
| 4.  | "I Can't Stand Myself" | James Brown, arr. Contortions | 4:52    |  |
| 5.  | "Burning Rubber"       | Lydia Lunch                   | 1:45    |  |
| 6.  | "The Closet"           | Lunch                         | 3:53    |  |
| 7.  | "Red Alert"            | Lunch                         | 0:34    |  |
| 8.  | "I Woke Up Dreaming"   | Lunch                         | 3:10    |  |

| N.º | Título               | Compositor(es)                                         | Duração |  |
| 9.  | "Helen Fordsdale"    | Nancy Arlen, China Burg, Mark Cunningham, Sumner Crane | 2:30    |  |
| 10. | "Hairwaves"          | Arlen, Burg, Cunningham, Crane                         | 3:43    |  |
| 11. | "Tunnel"             | Arlen, Burg, Cunningham, Crane                         | 2:41    |  |
| 12. | "Puerto Rican Ghost" | Arlen, Burg, Cunningham, Crane                         | 1:08    |  |
| 13. | "Egomaniac's Kiss"   | Robin Crutchfield, Arto Lindsay                        | 2:11    |  |
| 14. | "Lionel"             | Crutchfield, Lindsay                                   | 2:07    |  |
| 15. | "Not Moving"         | Crutchfield, Lindsay                                   | 2:40    |  |
| 16. | "Size"               | Crutchfield, Lindsay                                   | 2:13    |  |

## Produção
- Engenharia de som - Kurt Munkacsi  , Vishek Woszcyk.
- Assistante de Engenharia - Rod Hui.
- Produção - Brian Eno.